# 戴維斯灣
69°18′S 158°34′E / 69.300°S 158.567°E
戴維斯灣（英語：Davies Bay）是南極洲的海灣，位於德雷克角和金賽角之間，寬19公里，該海灣在1911年2月被英國的探險隊發現，現時由南極條約體系管理。